# Byrsopteryx mirifica
Byrsopteryx mirifica är en nattsländeart som beskrevs av Oliver S. Flint Jr. 1981. Byrsopteryx mirifica ingår i släktet Byrsopteryx och familjen smånattsländor. Inga underarter finns listade i Catalogue of Life.